# UV Ворона
UV Ворона (лат. UV Corvi, HD 106855) — кратная звезда в созвездии Ворона на расстоянии (вычисленном из значения параллакса) приблизительно 125 световых лет (около 38,4 парсек) от Солнца.

## Характеристики
Первый компонент (HD 106855Aa) — оранжевый карлик, вращающаяся переменная звезда типа BY Дракона (BY:) спектрального класса K1V*, или K2V, или K3IV, или K0. Видимая звёздная величина звезды — от +9,49m до +9,38m. Масса — около 0,8 солнечной, радиус — около 1,103 солнечного, светимость — около 0,257 солнечной. Эффективная температура — около 4707 К.
Второй компонент (HD 106855Ab) — жёлто-оранжевый карлик спектрального класса K-G. Эффективная температура — около 4950 К*. Орбитальный период — около 0,671 суток (16,104 часа)*.
Третий компонент. Орбитальный период — около 106,65 суток*.
Четвёртый компонент (HD 106855B) — оранжевый карлик спектрального класса K. Видимая звёздная величина звезды — +11,2m. Масса — около 0,68 солнечной, радиус — около 0,58 солнечного, светимость — около 0,104 солнечной. Эффективная температура — около 4298 К. Удалён на 1,3 угловой секунды (69,8 а.е.).

## Планетная система
В 2019 году учёными, анализирующими данные проектов HIPPARCOS и Gaia, у звезды обнаружена планета.